# Bernt Östh
Bernt Nils Sune Östh, född 20 december 1936 i Värnamo församling i Jönköpings län, är en svensk pensionerad officer i flygvapnet.

## Biografi
Östh avlade studentexamen 1956. Han avlade officersexamen 1959 och utnämndes samma år till fänrik vid Norrbottens flygbaskår, där han tjänstgjorde som stridsledningsofficer 1959–1964 och befordrades till löjtnant 1961. Åren 1964–1965 tjänstgjorde han vid Flygstaben, varpå han gick Stridsledningslinjen vid Militärhögskolan 1966–1968, befordrades till kapten 1967 och tjänstgjorde i Operationsledning 3 vid Försvarsstaben 1969–1972. År 1972 befordrades han först till major 1972 och sedan till överstelöjtnant, varefter han var lärare i strategi vid Militärhögskolan 1972–1975, var chef för Stridslednings- och luftbevakningsskolan vid Flygvapnets Södertörnsskolor 1975–1977 och var chef för Organisationsavdelningen vid Flygstaben 1977–1980. Han studerade vid Försvarshögskolan 1979. År 1980 befordrades han till överste, varpå han var chef för Studie- och forskningssamordningen i Enheten för centralplanering vid Försvarets materielverk 1980–1981 och chef för Flygvapnets Södertörnsskolor 1981–1984. År 1984 studerade han åter vid Försvarshögskolan och befordrades samma år till överste av första graden, varpå han var chef för Planeringssektion 3 i Planeringsledningen i Försvarsstaben 1984–1989 och stabschef vid staben i Bergslagens militärområde 1989–1990. Östh befordrades till generalmajor 1990, varpå han var chef för Flygstaben 1990–1994 och chef för Gemensamma staben vid Högkvarteret 1994–1997.
Bernt Östh invaldes som ledamot av Kungliga Krigsvetenskapsakademien 1984.